# Alejandra Ávalos
Alejandra Ávalos, de son nom complet Alejandra Margarita Ávalos Rodriguez, née le 17 octobre 1968 à Distrito Federal, Mexico, Mexique, est une chanteuse, compositrice, réalisatrice, productrice, et actrice mexicaine de cinéma, télévision et de théâtre.

## Biographie
Elle commence sa carrière à l’âge de quatorze ans, lorsqu'elle s'inscrit au concours "La Voz del Heraldo de México", deux ans plus tard, Ávalos, apparaît pour la première fois à la télévision en 1982, dans des séries télévisées en 1984, puis au cinéma dans les années 90.

### Débuts télévisuels et révélation musicale et cinématographique (1980–2020)
Ávalos rencontre aussitôt le succès en tournant dans des films, pièces de théâtre et séries télévisées tels que Jesus Christ Superstar (1984), El padre Gallo (série télévisée, 1986), The Rocky Horror Show (1986), Tenías que Ser Tú (1992), Perdóname Todo (es) (1995), Soñadoras (1998), Siempre Te Amaré (2000) et Esperanza del corazón (2011).
D’autre part, ses contributions constantes à la musique en Amérique Latine lui ont permis d'acquérir le titre de “Show Woman de México”.
En 1987, elle signe avec WEA Int. (Warner Music Group, Elektra Records, Atlantic Records), plus tard, elle signe avec Sony music-Columbia Records, Ávalos a publié des albums à succès Ser ó No Ser (1988), Amor Fasciname (1990), Amor sin Dueño (1991), Mi Corazón Se Regala (1995), Radio Diva (2005) et le double album México Majestuoso (2018); pour lequel Ávalos a été nommé Reina Internacional del Mariachi (Reine Internationale d'Mariachi) en 2020.
En 2022 elle a remporté la deuxième édition de l'émission de talents culinaires MasterChef Celebrity (es), lors de la compétition finale qu'elle a gagnée, Ávalos était accompagnée de sa fille, la femme d'affaires et mannequin italienne Valentina Benaglio.

## Vie privée
Le 19 juillet 1996, elle donne naissance à Valentina Benaglio, issue de sa relation avec l'homme d'affaires italien Giovanni Benaglio.

## Discographie solo
Albums studio
- Ser o no Ser (1988)-Warner/Elektra/Atlantic
- Amor Fasciname (1990)-Warner/Elektra/Atlantic
- Amor sin Dueño (1991)-Warner/Elektra/Atlantic
- Mi Corazón Se Regala (1996)-Sony Music
- Una Mujer (1998)-Columbia Records
- Radio Diva (2005)
- Te sigo Queriendo (2014)
- México Majestuoso Vols. 1 & 2 (2018)

Albums live
Bandes sonores
- Perdóname Todo OST (1995)
- Perdóname Todo OST-25 Aniversary (2020)

Compilations et rééditions
- Grandes Éxitos (1995)-Warner/Elektra/Atlantic
- Todo... (2009)-Warner/Elektra/Atlantic
- Greatest hits (2018)-Warner/Elektra/Atlantic